# モリソン・モング
モリソン・モング（Morrison Mong, 1986年9月22日 – ）は、カンボジアのラグビーユニオン選手である。
彼は2012年アジア5カ国対抗のディビジョン5トーナメント戦に、フライハーフを主たるポジションとして出場。

## 生い立ち
彼の生誕地はオーストラリアであり、シドニーのランドウィック男子高校でラグビー競技のキャリアを開始した。彼は間もなく、シドニー市内のラグビーユニオンクラブとラグビーリーグクラブに参加した。2009年、彼はフランスに渡り、パリを拠点とする伝統クラブであるラシン92のアカデミーに入り、同クラブのU23チームに参加した。その後、彼は故郷に戻り、シドニーでラグビーの活動を継続した。
2012年、彼はカンボジア代表としてデビュー戦に出場した。アジア5カ国対抗ディビジョン5のブルネイ戦であり、プノンペンで試合に臨んだ。